# Soda Yushi
Yushi Soda (sinh ngày 5 tháng 7 năm 1978) là một cầu thủ bóng đá người Nhật Bản.

## Sự nghiệp câu lạc bộ
Yushi Soda đã từng chơi cho Consadole Sapporo.